# Havelock, Québec
Havelock är en kommun av typen kanton (municipalité de canton) i provinsen Québec i Kanada. Den ligger i regionen Montérégie, i den sydöstra delen av landet, 160 km öster om huvudstaden Ottawa. Antalet invånare var 756 vid folkräkningen 2021. Landarean är 89 kvadratkilometer.
Kommunen är officiellt tvåspråkig (franska och engelska), med 74 % fransktalande och 26 % engelsktalande (modersmålstalare) vid folkräkningen 2021.